# Le Chant du cygne (pièce de théâtre)
Pour les articles homonymes, voir Le Chant du cygne (homonymie).
Le Chant du cygne est une petite pièce de théâtre en un acte d'Anton Tchekhov qu'il écrivit en une heure et cinq minutes à l'âge de vingt-six ans, fin 1886 et début 1887.
Les protagonistes de ce petit chef-d'œuvre de quelques pages sont Vassili Vassiliévitch Svetlovidov, vieil acteur dont la longue et importante carrière est derrière lui, et le vieux Nikita Ivanytch son ancien souffleur.
Cette pièce avait préalablement la forme d'une nouvelle, publiée le 10 novembre 1886 dans Le Journal de Pétersbourg.

## Argument
Une nuit, Svetlovidov s'endort ivre dans sa loge, après avoir interprété Calchas dans La Belle Hélène, célèbre opéra-bouffe d'Offenbach. Il s'éveille en pleine nuit, seul, apeuré et oublié de tous. Les portes du théâtre sont fermées de l'extérieur et il ne peut sortir. Cherchant de l'aide, il rencontre Ivanytch, qui ne sachant où demeurer passe la nuit dans une des loges. Cette rencontre inattendue amène les deux hommes à évoquer les heures glorieuses du théâtre autrefois, et la carrière passée de Svetlovidov, aujourd'hui âgé et malade. Il récite des tirades de ses chevaux de bataille, comme Boris Godounov, Othello, Le Roi Lear, Hamlet, dans une interprétation magistrale qui est son chant du cygne.

## Représentations
La première de la pièce a eu lieu au théâtre Korch de Moscou en 1888, le rôle de Svetlovidov étant interprété par Vladimir Davydov.

### Le Chant du Cygne en France
- 2019, Sébastien Scherr, Théâtre du Nord-Ouest, dans le cadre de l'Intégrale Tchékhov.

## Adaptations cinématographiques
- 1992 : Le Chant du cygne, court-métrage de Kenneth Branagh, avec John Gielgud

## Édition en français
- Anton Tchekhov (trad. André Markowicz et Françoise Morvan), Pièces en un acte, Arles, Actes Sud, coll. « Babel » (no 719), 2005, 320 p. (ISBN 978-2-7427-5848-7), « Le Chant du cygne ».